# 카렌 발렌틴

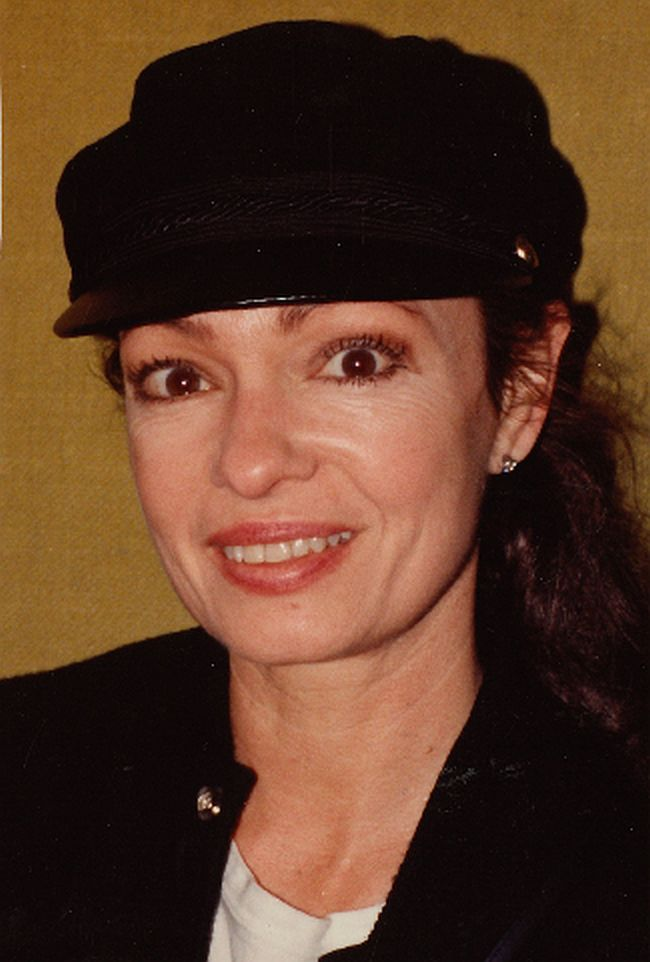

카렌 발렌틴(Karen Valentine, 1947년 5월 25일 ~ )은 미국의 배우, 텔레비전 배우, 영화배우이다.

## 영화
- 파워 위딘 (1995년)
- 가면의 그림자 (1983년)
- 제인 도우 (1983년)
- 거리의 천사 (1982년)
- 목사님 만세 (1979년)
- 사랑의 유람선 (1977년)
- 데이빗 프로스트 쇼 (1969년)